# Xanthorhoe insulariata
Xanthorhoe insulariata là một loài bướm đêm trong họ Geometridae.